# Flanders Ladies Classic-Sofie De Vuyst
La Flanders Ladies Classic-Sofie De Vuyst (Herzele-Steenhuize) es una carrera ciclista profesional femenina de un día que se disputa anualmente a mediados del mes de agosto con inicio y final en Herzele en la Región Flamenca en Bélgica.
La primera edición se disputó en el año 2018 como parte del Calendario UCI Femenino como carrera de categoría 1.2 y del Lotto Cycling Cup femenino y fue ganada por la ciclista francesa Séverine Eraud.

## Palmarés
| Año  | Ganador            | Segundo        | Tercero        |           |
| ---- | ------------------ | -------------- | -------------- | --------- |
| 2018 | Séverine Eraud     | Fien Delbaere  | Lorena Wiebes  |           |
| 2019 | Julie Van de Velde | Sofie De Vuyst | Lonneke Uneken |           |
| 2020 | cancelada          | cancelada      | cancelada      | cancelada |
| 2021 | cancelada          | cancelada      | cancelada      | cancelada |

## Palmarés por países
| País    | Victorias |
| ------- | --------- |
| Francia | 1         |
| Bélgica | 1         |